# 9mm Parabellum Bullet
9mm 패러벨럼 불렛(9mm Parabellum Bullet)은 일본의 록 밴드이다. 줄여서 큐미리, 9mm 라고도 불린다.
2004년 3월 요코하마시의 가나가와 대학 음악 동아리에서 결성됐으며 2007년 2월 첫 단독 공연을 펼쳤고 같은 해 10월 EMI 뮤직 재팬을 통해 정식 데뷔했다.

## 구성원
- 스가와라 다쿠로
- 다키 요시미쓰
- 나카무라 가즈히코
- 가미조 지히로

## 음반 목록

### 싱글
1. Discommunication e.p. (2007년 10월 10일)
2. Supernova/Wanderland (2008년 5월 21일)
3. Black Market Blues e.p. (2009년 6월3일)
4. Cold Edge e.p. (2009년 9월 30일)

### 음반

#### 정규 음반
1. Termination (2007년 11월 14일)
2. Vampire (2008년 10월 15일)
3. Revolutionary (2010년 4월 21일)
4. Movement (2011년 6월 15일)

#### 미니 음반
1. Gjallarhorn (2005년 12월 8일)
2. Phantomime (2006년 9월 9일)
3. The World e.p. (2007년 5월 16일)

## 같이 보기
- 일본의 록 음악